# Bell Savage Inn

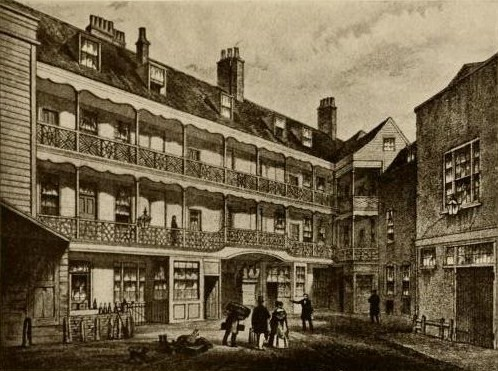
The Bell Savage Inn – Innenhof

Das Bell Savage Inn war ein Gasthaus (Pub) in London vom 15. Jahrhundert bis zu seinem Abriss 1873. Es befand sich in der heutigen Straße Ludgate Hill (60 m in der östlichen Verlängerung der Fleet Street) kurz außerhalb der westlichen City of London. Zu Zeiten Elisabeth I. und des gleichnamigen Theaters war der Ausspanngasthof auch eine Theaterspielstätte (siehe Inn-Yard Theatre). In den Aufzeichnungen wird das Haus auch als Savage’s Inn, The Bel Savage, Belle Sa(u)vage, Bell on the Hoop, Old Bell Savage, Belly Savage und unter anderen Namen erwähnt.

## Geschichte

### 15. Jahrhundert
Die schriftlichen Aufzeichnungen erlauben uns die Geschichte des Hauses bis in das Jahr 1420 zurückzuverfolgen. Eine Urkunde, ausgestellt 1453, zu Zeiten der Regentschaft Heinrichs VI., bezeugt den Namen des Gebäudes als „Savage’s Inn“ oder „The Bell on the Hoop“ und befand sich in der Pfarrbezirk von St. Bridget (Bride) in der Fleet Street. „Savage“ könnte der Name des Betreibers, womöglich auch des ersten Besitzers sein; ein William Savage war Anwohner der Fleet Street im Jahr 1380, was auch den Schluss zuließe, dass das Inn schon im 14. Jahrhundert existierte.
Der alternative Name „Bell on the Hoop“ (deutsch etwa: „Glocke im Kranz“ oder „Reif“) könnte sich durch eine, seinerzeit bei Gasthöfen übliche Symbolik erklären: Der Reif(en) bezieht sich auf eine Girlande aus Efeu. Der spätere Name „Bell Savage“ könnte schlicht aus einer Zusammenziehung von Gasthausname und Besitzer rühren, auch „Savage’s Bell“. In der Vergangenheit wurde auch eine Herkunft aus dem französischen Belle Sauvage (Wilde Schönheit) angenommen. Dem widersprach aber 1855 der Etymologe Hensleigh Wedgwood (1803–1891) in seinem Aufsatz On False Etymologies.

### 16. Jahrhundert
Für das Jahr 1554 ist überliefert, dass Thomas Wyatt, Anführer der gleichnamigen geführten Revolte gegen Maria I. und ihren spanischen Mann, „came to Bell Savage, an Inn nigh unto Lud gate“ (zum Bell Savage kam, einem Gasthof unterhalb Ludgate), war jedoch das Stadttor verschlossen, um die Rebellen daran zu hindern in die Stadt einzudringen. Daher ruhte Wyatt „eine Weile auf einer Hütte gegenüber dem Bell Savage Gate“. Kurz darauf ergab er sich am Tor der Temple Bar.
Im Jahr 1568 wurde das Gasthaus einer Handelsgilde der Livery Company, der Worshipful Company of Cutlers (Gilde der Messerschmiede), zum Zwecke ihrer Messen in Oxford und Cambridge vermacht und zum Nutzen der Armen der Pfarrei St. Brides.
Zu dieser Zeit verfügte das Anwesen über zwei Innenhöfe. Zum äußeren Hof gelangte man durch einen Bogengang, kommend aus nördlicher Richtung von Ludgate Hill; zum Innenhof gelangte man durch einen anderen Durchgang genau gegenüber dem ersten Bogengang. Das Gasthaus hatte auf zwei Etagen umlaufende Balkongalerien, über die die Gästezimmer betreten werden konnten.

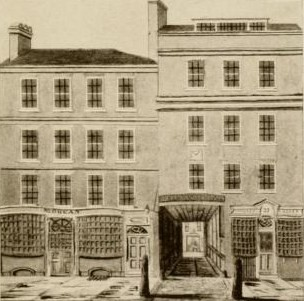
Durchgang zum Innenhof des Bell Savage von Ludgate Hill, 1782

Das Bell Savage war eines von vier Inns in London, die zu Ende des 16. Jahrhunderts als Wirtshaustheater genutzt wurden (Inn-Yard Theatre), das Bell Savage ab 1575. Die umlaufenden Balkone dienten als Zuschauergalerien, die Zimmer wurden zu Privatlogen und der Innenhof selbst war das (unbestuhlte) Theaterparkett (im Englischen der Pit). Die Bühne wurde vermutlich an einer Ecke des Innenhofs platziert und mit einem Vorhang verhüllt. Auch der äußerst populäre Komödiant Richard Tarlton trat hier auf. Der Innenhof wurde in der zweiten Hälfte des 16. Jahrhunderts ebenfalls für Fechtwettkämpfe genutzt. Da diese auf einem erhöhten Podest stattfanden, erscheint es möglich, dass bereits schon ab da Theateraufführungen stattfanden. William Bankes und sein dressiertes Pferd Marocco zeigten hier ihre Kunststücke. Zu Ende des Jahrhunderts sah man hier auch Tierkämpfe mit Bären.

### 17. Jahrhundert
1616 reiste die indianische Botschafterin Pocahontas aus Virginia nach London und logierte mit ihren Begleitern im Bell Savage. Der Innenhof war mittlerweile, nach dem Ende seiner Nutzung als Veranstaltungsstätte, verkommen zu einem „Hort von Dieben und Betrügern […] laut, gefährlich und übelriechend“. Im großen Stadtbrand von 1666 brannte auch das Inn bis auf die Grundmauern nieder. Es wurde wenige Jahre später, aber noch vor 1676, wieder aufgebaut. Der vorgelagerte Hof wurde mit Häusern bebaut. Grinling Gibbons lebte hier eine Zeitlang vor 1677, ebenso wie der durch die Gemäldereihe A Harlot’s Progress bekannt gewordene deutsche Arzt Richard Rock. 1684 bewarb der Gasthof ein „Rhinozeros, kürzlich aus Ostiniden gebracht“, welches man für ein geringes Eintrittsgeld bewundern konnte – es war zudem das erste Rhinozeros, das in Großbritannien zur Schau gestellt wurde. Unter den Besuchern waren auch adelige Beamte, wie der Lord Keeper of the Great Seal.

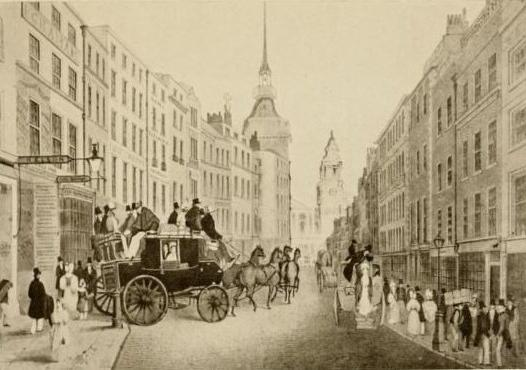
Eine Kutsche verlässt den Hof des „Belle Sauvage“ (Gravur nach James Pollard)

Das Bell Savage war ein wichtiger Ausspanngasthof, spätestens zu Zeiten der Regentschaft Karl II., vermutlich aber schon früher. Eine Zeitungsannonce aus dem Jahr 1674 bezeugt 40 Zimmer und Stallungen für 100 Pferde.

### 18. und 19. Jahrhundert
Mit dem Ausbau der schnellen Eisenbahnverbindungen verlor der Kutschgasthof seine Bedeutung und ab Mitte des 19. Jahrhunderts zeigten Teile des Gebäudes bereits ein baufälliges Aussehen. Während der ersten Weltausstellung, der Great Exhibition von 1851, pachtete jedoch ein John Thorburn das Gebäude oder auch nur Teile davon, führte eine Renovierung durch und vermietete die Räumlichkeiten an zahlende Übernachtungsgäste. 1852 zog der Verlag und Druckerei von John Cassell in einen anderen Teil des Hauses. Allerdings wurde durch die Druckpressen der Hotelbetrieb empfindlich beeinträchtigt, sodass im Jahr darauf die Gastronomie aufgegeben und die Räumlichkeiten an Cassell verkauft wurden.
Das Anwesen wurde unter Cassell schrittweise wieder auf- und ausgebaut sowie erweitert; 1873 musste das Anwesen jedoch einem Eisenbahnviadukt weichen. Heute ist keine sichtbare Spur des Bell Savage mehr vorhanden. Jedoch noch bis 1914 trugen die in der Nähe errichteten Verlagsgebäude der Cassell & Company den Beinamen La Belle Sauvage.

## Rezeption in der Kunst

### Das Bell Savage in der Literatur
- Erwähnung in Charles Dickens’ Pickwick Papers[12]
- Erwähnung in Sir Walter Scott Kenilworth[13]
- Erwähnungen bei dem Journalisten Charles Jameson Grant (fl. 1831–1846).
- Das Wort La Belle Sauvage („Die schöne Wilde“ oder „Die wilde Schönheit“) taucht – unabhängig vom Londoner Gasthof – vielfach in der Literatur auf, etwa in den Büchern von Philip Pullman oder James Nelson Barker.

### Das Bell Savage in der darstellenden Kunst
- Bild von Robert Laurie (1755–1836)[14]
- Bild von Thomas Hosmer Shepherd[15][16]
- Bild von George Shepherd[17]
- Bild von John Maggs (1819–1896)[18]
- daneben gibt es weitere Kunstwerke unbekannter Autoren, die das Bell Savage abbildeten (s. Weblinks)